# 女弁護士 朝吹里矢子
『女弁護士 朝吹里矢子』（おんなべんごし あさぶきりやこ）は、テレビ朝日系「土曜ワイド劇場」で放送されたテレビドラマシリーズ。原作は夏樹静子の弁護士 朝吹里矢子シリーズ。
1978年から1992年にかけて放送された、『女弁護士 朝吹里矢子』 シリーズの主演は十朱幸代。
1994年から2000年にかけて放送された、『新・女弁護士 朝吹里矢子』 シリーズの主演は財前直見。

## 女弁護士 朝吹里矢子（十朱幸代版）

### キャスト（十朱幸代版）

#### 法律事務所
朝吹里矢子
演 - 十朱幸代
経歴：藪原法律事務所（第1作 - 第6作）
→ 青山法律事務所（第7作 - 第11作）
→ 川上・朝吹法律事務所（第12作）
→ 新事務所（第13作）
藪原法律事務所のイソベン。第4作でイソベンから一人前の弁護士になる。第7作で藪原法律事務所から独立する。第13作で新事務所を構え、里矢子、文次、サキ、建吉の4人で再出発する。
アメリカ人の父と日本人の母とのハーフ。
三島建吉
演 - 石黒賢（第13作）
新米弁護士。イソベン。
伊東文次
演 - 下川辰平（第4作 - 第11作・第13作）
調査員。元刑事。藪原法律事務所の時代から里矢子をサポートする。
吉村サキ
演 - 坂本スミ子（第1作 - 第3作）、大山のぶ代（第6作 - 第13作）
事務員。藪原法律事務所の時代からの里矢子の同僚。

#### 里矢子の元同僚
藪原勇之進
演 - 鶴田浩二（第1作 - 第7作）※特別出演
藪原法律事務所の弁護士。第7作で里矢子が藪原法律事務所を独立するとき、事務員のサキをつけてあげる。
矢沢直子
演 - 正司照江（第4作）
藪原法律事務所の事務員。
川上雄太郎
演 - ケーシー高峰（第8作 - 第12作）
経歴：青山法律事務所（第8作 - 第11作）
→ 川上・朝吹法律事務所（第12作）
弁護士。第8作から里矢子と一緒に仕事をする。

#### その他
朝吹敏江
演 - 丹阿弥谷津子（第1作 - 第3作・第6作）
里矢子の母。既婚者のヘンリー・ヴィンスとの間に娘の里矢子を産む。ヘンリーは妻と離婚するためアメリカに帰国したが、帰国する際の飛行機事故で死亡。
風見志朗
演 - 小倉一郎（第1作 - 第3作・第5作）、新井康弘（第6作）
藪原の甥。検事を目指し浪人中。藪原法律事務所によく遊びに来る。

#### ゲスト（十朱幸代版）
第1作「黒白の暗示」（1978年）
- 大館栄吉（路子の義父） - 近藤洋介
- 大館路子（被告人） - 永島暎子
- 老婆 - 原泉
- 辻井広文（ゴルフクラブのレッスンプロ） - 磯部勉
- アケミ（ホステス） - 鶴間エリ
- 宮下（里矢子の司法修習生時代の同期） - 西田健
- 岩田（ゴルフクラブの支配人） - 守屋俊志
- 檜よしえ、山本清、鶴間エリ、森みつる、リリアン・マクロイ、田川勝雄、小池修一、あかね洋子、浅川かがり、吉田利香、千葉泰子

第2作「天使の証言」（1978年）
- 神崎志保（売春婦） - 小林千登勢
- 塩田良子（息子を殺した女） - 吉野佳子
- 刑事 - 玉川伊佐男
- 検事 - 菅貫太郎
- 志保の父 - 桑山正一
- 谷口健策（会社社長） - 福山象三
- 坂本竜平（バーテン） - 立川光貴
- 野呂圭介、加藤和恵、桐島好夫、神田橋満、笹田典代、久遠利三、伊藤慶子、高野隆志、志村末柚子、小山朱美、吉川震、小熊直樹、細谷有喜子、工藤あかね、山口夏穂

第3作「囁く手首の謎」（1979年）
- 石津（貿易商） - 田村亮
- 石津頼子（石津の妻） - 榊原るみ
- 加藤勇（大都物産 社員） - 森次晃嗣
- 杉谷アキヨ（杉谷の娘・高校生） - 山本由香利
- 遠野晴子（女子大生） - 泉じゅん
- 小島さゆり（晴子の友人） - 野平ゆき
- 刑事 - 池田鴻
- トキコ（ホステス） - ひろみどり
- 権藤（サラ金「昭栄金融」社長） - 今井健二
- 杉谷（下高井戸警察署 刑事） - 大坂志郎
- 高並功、菊地太、加藤大樹、有田美和子、村雲敦子、後藤みどり、入江正徳、田川勝雄、須賀良、田中力也、中沢勇志、細川純一、木村修、村木勲、赤出川浩道、佐川二郎、五野上力、小熊直樹、稲葉裕之、山中泰介、木村栄、三浦健、内田稔

第4作「三重逆転! 完全犯罪」（1980年）
- 藤村俊之 - 山本圭
- 尾崎夕子（藤村の愛人） - 吉沢京子
- 藤村鶴江（藤村の妻） - 門田美恵子
- 山下清子（藤村の姉） - 柳川慶子
- 堀（検察官） - 中丸忠雄
- 谷口香、増田順司、簗正昭、眞弓田一夫、高並功、太田優子、由起艶子、蓑和田良太、小山武宏、久遠利三、花原照子、山田光一、高野隆志、三原隆、上野光雪、萩原等司、松下昌司

第5作「華やかな狙撃者」（1981年）
- 潤子（レストランのママ） - 市毛良枝
- 矢沢直子 - 一谷伸江
- 日下部（国会議員） - 平田昭彦
- 大城（実業家） - 草薙幸二郎
- 青木秘書 - 森下哲夫
- 田浦記者 - 梅津栄
- 内田検事 - 勝部演之
- 安西雄吉 - 井上昭文
- 国枝信枝 - ひろみどり
- 若い主婦 - 一柳るみ
- 裁判長 - 加藤和夫
- 向坂櫻子 - 岸田今日子

第6作「レイプされた恋人」（1982年）
- 石津彰枝（亜細亜医療機器 社員） - 藤真利子
- 江守新也（亜細亜医療機器 経理係長） - 高岡健二
- 加藤（里矢子の先輩弁護士） - 蟇目良
- 二野宮孝行（亜細亜医療機器 調査課長） - 高峰圭二
- 田沢（杉並警察署 刑事） - 遠藤征慈
- たばこ屋の主人 - 小鹿番
- 石津修平（彰枝の父・藪原の友人） - 内藤武敏
- 姫ゆり子、後藤いずみ、吉水慶、大木五郎、西本裕行、河合紘司、津村浩、赤石富和、田口和政、宮川まり子、滝川龍之介、村川めぐみ、山田光一、正木香子、木村修、赤出川浩道、吉田照義、木村なおこ

第7作「モーテルの女が消えた!」（1983年）
- 野村（検事） - あおい輝彦
- 久藤恒男（東栄建設 課長・多恵子の夫） - 村井国夫
- 真沙子（多恵子の妹） - 小林かおり
- 土屋ケイスケ（フリールポライター） - 西岡徳馬
- 久藤多恵子（里矢子の高校の同級生） - 立石涼子
- 東栄建設 部長 - 北村総一郎
- 永原良美（交通省の課長・里矢子の高校の先輩） - 野際陽子
- 木村元、牛山蕗子、加藤和夫、宮川明、大木晤郎、堀越むつ子、西本裕行、徳武忠吉、正木香子、伊藤慶子、倉沢暎子、小甲登枝恵、田口和政、山田光一、高野隆志、村木勲

第8作「夫の愛人を二度殺した人妻」（1985年）
- 高畠徳子 - 山口果林
- 高畠トシオ（徳子の夫） - 森本レオ
- 山田咲江（高畠の現在の愛人） - 池波志乃
- バーのママ - 中島ゆたか
- 梶（ミシンのセールスマン） - 冷泉公裕
- 西田福美（高畠の元愛人） - 真木洋子
- 刑事 - 深江章喜
- 武内文平、中真千子、早瀬明、高橋章子、林秀樹、船村渚子、山田光一、小甲登志恵、武田みえ子、草間忠宏、長崎良平、木村修、宮脇志都、中村久光、近藤秀樹、根岸春樹、河合康史、勝部演之

第9作「相続欠格の秘密 美しい未亡人3年目の疑惑」（1987年）
- 春日三千代（俊一の妻） - 二宮さよ子
- 刑事 - 木村元
- 加藤（検事） - 江角英明
- 市村則夫（大造の甥・無職） - 冷泉公裕
- 靖子（安河内家の家政婦） - 谷本小夜子
- クラブママ - 中真千子
- 藤沢義男（調査員） - 河原さぶ
- 春日大造（資産家・俊一の父） - 加藤嘉
- 安河内（大学の先生・春日家の隣人） - 岡田英次
- 新堂辰之（新堂美術出版社 社長・里矢子の元恋人） - 細川俊之
- 宮川明、峰村銀、山本緑、酒井麻吏、小瀬格、岩城力也、河合絃司、望月太郎、山田光一、佐々森勇三、原島達也、早瀬彦三郎、渡辺るみ

第10作「軽井沢、白と黒の同窓会!」（1988年）
- アキラ（検事） - 田中隆三
- 久保川昇（不動産会社経営） - 平泉成
- 上尾啓次（土地ブローカー） - 小野進也
- 香取（香取の妻） - 八木昌子
- 検事 - 鶴田忍
- 香取利行（大日相互銀行 副社長） - 横内正
- 大田黒（暴力団組員） - 安岡力也
- 藤巻三郎（不動産業者） - 石倉三郎
- 有坂杏子（里矢子の旧友） - 阿木燿子
- 宮川明、亜湖、有馬昌彦、大川ひろし、石倭裕子、中真千子、相馬剛三、岩城力也、山浦栄、宮城健太郎、大石源吾、高橋章子、長江英和、小野洋子、深谷みさお、山本緑、小甲登枝恵、木村修、加藤精三

第11作「小さな目撃者」（1989年）
- 松浦綾（輸入食品会社「阿蘭陀屋」監査役・春治の一人娘） - 高橋ひとみ
- 松浦洋平（阿蘭陀屋 社長・松浦兵衛の息子） - 松橋登
- 北島昇（阿蘭陀屋 重役・洋平の親友） - 中島久之
- 長沢修二（阿蘭陀屋 お抱え運転手） - 新井康弘
- 検察官 - 平泉成
- 松浦春治（阿蘭陀屋 会長・松浦兵衛の弟・洋平の叔父） - 渥美国泰
- 関守武（阿蘭陀屋 専務・春治と姻戚関係） - 峰岸徹
- 北島恭子（北島の妻） - 結城しのぶ
- 勝部演之、相馬剛三、安藤明子、日吉孝明、佐藤晟也、別府康雄、木村修、渡辺ルミ、江崎和代

第12作「相続放棄の謎」（1991年）
- 相馬千賀子（青山ビューティーサロン 経営者・茂手木修三の姪） - 浅利香津代
- 茂手木ミカ（茂手木修三の再婚相手） - 清水ひとみ
- 薄井道夫（茂手木修三の助手・ミカの不倫相手） - 大橋吾郎
- 検察官 - 平野稔
- 裁判長 - 相馬剛三
- 鍋島平吉（調査員・元刑事） - 左とん平
- 沢井哲（光陽商事 専務） - 西田健
- 刑事 - 福田豊土
- 大塚二三男（大塚商事 社長） - 中山仁
- 小田部亜弥、岩城力也、高月忠、山浦栄、八木厚也、松相敏夫、戸千里幸広、篠原宣子、小甲登枝恵、島ひろ子、奥出博志、大野靖司、池田哲、岩切久美、山崎明美、内田修司

第13作「選ばれた“衝動殺人”」（1992年）
- 碓氷正一（道造の息子・春江の友人） - 小磯勝弥
- 沢木春江（三島のかつての下宿先の娘） - 大路恵美
- 碓氷美保子（道造の娘・正一の妹） - 佐藤忍
- 岡堀栄（土建会社「林田組」現場主任） - 片桐竜次
- 碓氷道造（土建会社「林田組」建設作業員） - 福田豊土
- 「田吾作」女将 - 絵沢萠子
- 検事 - 平野稔
- 塚原（刑事） - 郷田ほづみ
- 裁判長 - 相馬剛三
- 林田勝子（土建会社「林田組」社長） - 藤田弓子
- 奈須千賀子、田村円、築舘麻里奈、山浦栄、五野上力、呉めぐみ、赤木彦太、八木厚也

### スタッフ（十朱幸代版）
- 原作 - 夏樹静子
- 脚本 - 野上龍雄、宗方寿郎、播磨幸兒、岡本克己、服部ケイ、宮川一郎、篠崎好、重森孝子
- 音楽 - 大野雄二（演奏：新室内音楽協会）
- 監督 - 中平康、井上昭、渡邉祐介、降旗康男、長谷和夫、出目昌伸、久野浩平、真船禎、小谷承靖、鷹森立一
- 選曲 - 鈴木清司（- 第7作）、新井明美
- 効果 - 阿部作二、大泉音映（- 第7作）、堀尾守央
- 技術協力 - 東通（第8作 -）
- 制作協力 - 東映テレビプロ（- 第7作）、東映ビデオスタジオ（第8作 -）
- 製作 - 白崎英介（テレビ朝日）、吉津正（テレビ朝日）
- プロデューサー - 吉津正（テレビ朝日）、稲垣健司（テレビ朝日）、田中芳之（テレビ朝日）、浅香真哉（テレビ朝日）、佐伯明（東映）、池ノ上雄一（東映）
- 制作 - テレビ朝日、東映

### 放送日程（十朱幸代版）
- 第1作から第7作まではフィルム撮影。第8作よりビデオ撮影となった。

| 話数 | 放送日         | サブタイトル                           | 原作                                                        | 脚本     | 監督     | 視聴率 |
| ---- | -------------- | -------------------------------------- | ----------------------------------------------------------- | -------- | -------- | ------ |
| 1    | 1978年06月03日 | 黒白の暗示                             | 「黒白の暗示」 （「星の証言」所収）                         | 野上龍雄 | 中平康   | 09.8%  |
| 2    | 11月04日       | 天使の証言                             | 「星の証言」徳間書店刊 「天使が消えていく」講談社刊         | 宗方寿郎 | 井上昭   | 08.7%  |
| 3    | 1979年04月28日 | 囁く手首の謎                           | 「手首が囁く」 （「誤認逮捕」所収）                         | 播磨幸兒 | 渡邉祐介 | 13.5%  |
| 4    | 1980年05月31日 | 三重逆転! 完全犯罪                     | 「二つの真実」 （「花の証言」所収）                         | 岡本克己 | 降旗康男 | 21.2%  |
| 5    | 1981年05月30日 | 華やかな狙撃者                         | 「止まれメロス」（「問題小説」所収）                        | 播磨幸兒 | 渡邉祐介 | 24.2%  |
| 6    | 1982年04月24日 | レイプされた恋人                       | 「星の証言」徳間書店刊                                      | 服部ケイ | 長谷和夫 | 18.6%  |
| 7    | 1983年05月28日 | モーテルの女が消えた!                  | 「ダイイング・メッセージ」 （「死刑台のロープウェイ」所収） | 岡本克己 | 出目昌伸 | 21.2%  |
| 8    | 1985年12月07日 | 夫の愛人を二度殺した人妻               | 「パパをかえして」 （「花の証言」所収）                     | 宮川一郎 | 久野浩平 | 18.8%  |
| 9    | 1987年09月05日 | 相続欠格の秘密 美しい未亡人3年目の疑惑 | 「相続欠格の秘密」 （「星の証言」所収）                     | 宮川一郎 | 出目昌伸 | 19.0%  |
| 10   | 1988年10月08日 | 軽井沢、白と黒の同窓会!                | 「心を返して」 （「霧の証言」所収）                         | 篠崎好   | 真船禎   | 14.7%  |
| 11   | 1989年09月23日 | 小さな目撃者                           | 「稚い証人」 （「霧の証言」所収）カッパノベルス・光文社刊   | 服部ケイ | 小谷承靖 | 23.6%  |
| 12   | 1991年07月13日 | 相続放棄の謎                           | 「相続放棄の謎」 （「贈る証言」所収）講談社                 | 服部ケイ | 鷹森立一 | 17.7%  |
| 13   | 1992年12月26日 | 選ばれた“衝動殺人”                     | 「瀬戸際の期待」 （「花の証言」所収）角川文庫               | 重森孝子 | 鷹森立一 | 15.5%  |

- 視聴率はビデオリサーチ調べ、関東地区・世帯

## 新・女弁護士 朝吹里矢子（財前直見版）
タイトルは『新・女弁護士 朝吹里矢子』（第1作 - 第3作） → 『女弁護士 朝吹里矢子』（第4作 - 第6作） → 『弁護士 朝吹里矢子』（第7作）

### キャスト（財前直見版）

#### 藪原法律事務所
朝吹里矢子
演 - 財前直見
弁護士。第6作で弁護士になって5年目。
風見史朗
演 - 宮川一朗太（第1作 - 第4作）
司法試験合格を目指している。
吉村サキ
演 - 茅島成美
事務員。
近藤実
演 - 本村健太郎（第6作）
司法試験合格を目指している。
牛島哲平
演 - 水橋研二（第7作）
所員。
藪原勇之進
演 - 小林稔侍
所長。弁護士。

#### その他
北村邦夫
演 - 梨本謙次郎
里矢子の同棲相手。魚河岸の仲買人。

#### ゲスト（財前直見版）
第1作「夢の告発」（1994年）
- 小野（弁護士） - 樋浦勉
- 貝塚（釣り船の持ち主） - 深見亮介
- 中島ヒロシ（中島の息子） - 西川忠志
- 田所（田所医院 精神科医） - 信実一徳
- 相良葉子（バー経営者・北村の幼馴染） - 美保純
- 大山（中島建設 副社長） - 平野稔
- 月島南警察署 刑事課長 - 小沢象
- 真田（海上保安庁 課長） - 森下哲夫
- 佐藤（中島の秘書） - 望月太郎
- 監察医 - 市原清彦
- 裁判長 - 相馬剛三
- 田所（田所の妻） - 川口節子
- 佐中竜一 - 竹内靖司
- 豊川新二（中島建設 常務） - 大和田伸也
- 中島久雄（中島建設 社長・葉子の愛人） - 清水綋治
- 巣立利衣子、テレサマヌベー

第2作「ビワの木の復讐」（1995年）
- 広瀬俊男（祖父江工務店 従業員） - 前田耕陽
- 勝又富士子（売春婦） - 元井須美子
- 祖父江（祖父江工務店 社長・ヨウイチの叔父） - 平野稔
- ヨウイチ（俊男の親友） - 望月栄希
- 斉藤（タクシードライバー） - 粟津號
- 梶田玄三（刑事） - 寺田農
- 刑事 - 田村円
- 井上（刑事） - ひかる一平
- 広瀬亀代（俊男の母） - 水野久美
- 野村昇史、坪田健一、石川宏明、入江千代

第3作「逆転の法廷！」（1996年）
- 尾崎夕子（被告人） - 川上麻衣子
- アキコ（北村の姪） - 椋木美羽
- 検察官 - 佐古正人、世古陽丸
- 藤村好江（藤村の別居中の妻） - 清水ひとみ
- 山下きよ美 - 立石凉子
- 川田（ミチの母） - 佐藤直子
- 刑事 - ドン貫太郎
- 川田ミチ（中学生） - 藤田香織
- 原島律子（藤村の会社の課長） - ただのあっ子
- 裁判長 - 伊藤眞、相馬剛三
- 藤村俊之（会社員・夕子の愛人） - 渡辺いっけい
- 伊藤昌一、野津尚行、平山耕哉

第4作「僧衣を着た銀行強盗の告発!?」（1996年）
- 脇田敏弘（輪光覚寺 庶務課長） - 江藤潤
- 野本浩一（強盗事件の犯人） - 山中聡
- 泉ナホ（高宮の愛人） - 秋元彩香
- 辻（深川北警察署 刑事） - 野口寛
- 柳井（深川北警察署 刑事） - 山崎りょう
- 佐藤（検事） - 南川昊
- 福井（江南信用金庫深川支店 支店長） - 水橋和夫
- 裁判長 - 村上幹夫
- 室見（深川北警察署 刑事） - 西田健
- 輪光覚寺 最高幹部 - 高杉哲平
- 江南信用金庫深川支店 行員 - 大矢兼臣
- 脇田麻里（脇田郁子の娘） - 小此木麻里
- 岸本（北村の河岸仲間） - 岡島博徳
- 小料理屋「ひさご」主人 - 町田幸夫
- 川添健（強盗事件の犯人） - 野依康夫
- 東恒一（強盗事件の犯人） - 中村太一
- 安井均（強盗事件の犯人） - 上岡大夏
- 高宮忠道（輪光覚寺 執事長） - 渥美國泰
- 脇田郁子（喫茶店店主・脇田の妻） - 市毛良枝
- 名川貞郎、大矢兼臣、高橋正宇、橋本和人、北村芳子、江川英俊、小野了、西尾真理

第5作「小さな共犯者」（1998年）
- 高畠裕司（高畠と輝子の息子） - 井上孝幸（子供時代：筒井万央）
- 原田明美（ホステス・通夫の愛人・6年前絞殺） - 安達香代子
- 山本加代（ホステス・通夫の愛人） - 菅原あき
- 谷伸一（自首してきた男） - 須藤正裕
- 西島（警部） - 長谷川哲夫
- 笠原（検事） - 野上正義
- 石川洋子（クラブのママ） - 千種かおる
- 森田（中原中央警察署 刑事） - 染谷勝則
- 相馬浩一（裕司の担任教師） - 住若博之
- 裁判長 - 小杉勇二
- 千代田警察署 刑事 - 野添義弘
- 中原中央警察署 刑事 - 山田良隆
- 裕司の元担任教師 - 三谷悦代
- 高畠通夫（輝子の夫） - 石丸謙二郎
- 山口（中原中央警察署 警部） - 石田太郎
- 高畠輝子（6年前の殺人犯） - 藤真利子
- 吉田幸紘、鈴木伸幸、坂大二郎

第6作「幼い目撃者」（1999年）
- 北島佳香（北島の妻） - 未來貴子
- 松浦綾乃（ワイン輸入会社「和蘭陀屋」取締役・里矢子の大学の後輩） - 中原果南
- 松浦暁平（和蘭陀屋 社長・春次の甥） - 伊藤俊人
- 北島昇（和蘭陀屋 取締役） - 鷲生功
- 関守武（和蘭陀屋 専務） - 佐々木勝彦
- 三雲（渋川西警察署 警部） - 松田史朗
- 木田（渋川西警察署 刑事） - 浜博文
- 松浦春次（和蘭陀屋 会長・綾乃の父） - 加地健太郎
- 北島浩（北島と佳香の息子） - 熊澤稜
- 松浦憲一（暁平の息子） - 稲垣謙介
- 温泉宿「懐石さつき亭」従業員 - 西宮充記
- 検察官 - 若尾義昭
- 銀行員 - 小倉雄三
- 裁判長 - 名取幸政
- 和蘭陀屋 店員 - 坂口進也
- ハル（暁平の家の家政婦） - 伊東あつ子
- 小菊（芸者） - 御道由紀子
- 渋川西警察署 刑事 - 山田良隆
- 濱近高徳、小貫加惠、佐藤智美、西村有紀

第7作「嘱託殺人の罠」（2000年）
- 前園友紀（クラブ「エルドラド」ホステス） - 遊井亮子
- 倉持直哉（共栄エレクトロニクス 社員・祐介の部下） - 京晋佑
- 笠松涼子（クラブ「エルドラド」ホステス） - 立原麻衣
- 堀祐介（共栄エレクトロニクス 営業部長・婿養子） - 中丸新将
- 堀佐久子（祐介の妻） - あめくみちこ
- 横田（友紀のマンションの近くに住む男性） - 冨田賢太郎
- 合田（不動産屋） - 大久保運
- 堀誠治（佐久子の父） - 加地健太郎
- 山田（家政婦） - 坂井寿美江
- 目黒東警察署 刑事 - 岩尾拓志、新納敏正
- 目黒東警察署 警部 - 岡部務
- 検察官 - 中根徹
- 女将 - 赤間麻里子
- クラブ「エルドラド」ホステス - 持田理沙
- 裁判長 - はせさん治
- 堀ヤエ（佐久子の母） - 馬渕晴子
- 高以亜希子、池田大介、中込佐知子、高橋かすみ、冬雁子、小金澤篤子、南みか、榎本由希、吉利治美、大杉龍也、吉田吉輝、東風静

### スタッフ（財前直見版）
- 原作 - 夏樹静子
- 脚本 - 竹山洋、長坂秀佳、服部ケイ、橋本綾、田中ひろみ、西岡琢也
- 音楽 - 渡辺博也
- 監督 - 小谷承靖、岡本弘、松原信吾、山本邦彦
- 技術協力 - 東通
- 制作協力 - 東映ビデオスタジオ
- プロデューサー - 稲垣健司（テレビ朝日）、高戸晨一（テレビ朝日）、高橋浩太郎（テレビ朝日）、佐伯明（東映）、池ノ上雄一（東映）、武部直美（東映）、島田薫（東映）、香月純一（東映）
- 制作 - テレビ朝日、東映

### 放送日程（財前直見版）
| 話数 | 放送日         | サブタイトル               | 原作                                                        | 脚本       | 監督     | 視聴率 |
| ---- | -------------- | -------------------------- | ----------------------------------------------------------- | ---------- | -------- | ------ |
| 1    | 1994年12月10日 | 夢の告発                   |                                                             | 竹山洋     | 小谷承靖 | 14.7%  |
| 2    | 1995年09月23日 | ビワの木の復讐             | 「沈黙は罪」 （「星の証言」所収）角川文庫刊                 | 長坂秀佳   | 岡本弘   | 11.8%  |
| 3    | 1996年03月23日 | 逆転の法廷！               | 「二つの真実」 （「花の証言」所収）角川文庫刊               | 長坂秀佳   | 岡本弘   | 19.2%  |
| 4    | 10月19日       | 僧衣を着た銀行強盗の告発!? | 「足の裏」 （「ビッグアップルは眠らない」所収）講談社文庫刊 | 服部ケイ   | 岡本弘   | 13.3%  |
| 5    | 1998年06月13日 | 小さな共犯者               | 「パパをかえして」 （「花の証言」所収）                     | 橋本綾     | 松原信吾 | 16.4%  |
| 6    | 1999年03月13日 | 幼い目撃者                 | 「稚い証人」 （「霧の証言」所収）                           | 田中ひろみ | 山本邦彦 | 15.9%  |
| 7    | 2000年09月02日 | 嘱託殺人の罠               | 「雨の檻」 （「霧の証言」所収）徳間文庫刊                   | 西岡琢也   | 岡本弘   | 13.7%  |

- 視聴率はビデオリサーチ調べ、関東地区・世帯